# العلاقات الفرنسية الميانمارية
العلاقات الفرنسية الميانمارية هي العلاقات الثنائية التي تجمع بين فرنسا وميانمار.

## مقارنة بين البلدين
هذه مقارنة عامة ومرجعية للدولتين:
| وجه المقارنة                                              | فرنسا                                                    | ميانمار          |
| --------------------------------------------------------- | -------------------------------------------------------- | ---------------- |
| المساحة (كم2)                                             | 643.80 ألف                                               | 676.58 ألف       |
| عدد السكان (نسمة)                                         | 67.12 مليون                                              | 53.37 مليون      |
| الكثافة السكانية (ن./كم²)                                 | 104.26                                                   | 78.88            |
| العاصمة                                                   | باريس                                                    | نايبيداو، يانغون |
| اللغة الرسمية                                             | لغة فرنسية                                               | اللغة البورمية   |
| العملة                                                    | يورو، فرنك س ف ب، فرنك فرنسي، Livre tournois ‏            | كيات ميانماري    |
| الناتج المحلي الإجمالي (بليون دولار)                      | 2.58 تريليون                                             | 69.32 مليار      |
| الناتج المحلي الإجمالي (تعادل القوة الشرائية) بليون دولار | 2.87 تريليون                                             | 282.95 مليار     |
| الناتج المحلي الإجمالي الاسمي للفرد دولار أمريكي          | 36.20 ألف                                                | 1.16 ألف         |
| الناتج المحلي الإجمالي للفرد دولار أمريكي                 | 39.33 ألف                                                |                  |
| مؤشر التنمية البشرية                                      | 0.888                                                    | 0.536            |
| رمز المكالمات الدولي                                      | +33                                                      | +95              |
| رمز الإنترنت                                              | .fr، .bzh ‏، .tf، .re، .wf، .yt، .pm، .paris              | .mm              |
| المنطقة الزمنية                                           | أوروبا/باريس ‏، توقيت وسط أوروبا، توقيت وسط أوروبا الصيفي | ت ع م+06:30      |

## منظمات دولية مشتركة
يشترك البلدان في عضوية مجموعة من المنظمات الدولية، منها:
| علم المنظمة | اسم المنظمة                        | تاريخ انضمام فرنسا | تاريخ انضمام ميانمار |
| ----------- | ---------------------------------- | ------------------ | -------------------- |
|             | مؤسسة التنمية الدولية              | 30 ديسمبر 1960     | 5 نوفمبر 1962        |
|             | الأمم المتحدة                      | 24 أكتوبر 1945     | 19 أبريل 1948        |
|             | منظمة التجارة العالمية             | 1995               | ?                    |
|             | منظمة الشرطة الجنائية الدولية      | ?                  | ?                    |
|             | الاتحاد الدولي للاتصالات           | 1866               | 15 سبتمبر 1937       |
|             | البنك الدولي للإنشاء والتعمير      | 27 ديسمبر 1945     | 3 يناير 1952         |
|             | المنظمة الهيدروغرافية الدولية      | ?                  | ?                    |
|             | الاتحاد البريدي العالمي            | ?                  | ?                    |
|             | بنك التنمية الآسيوي                | 1970               | 1973                 |
|             | منظمة حظر الأسلحة الكيميائية       | ?                  | ?                    |
|             | مؤسسة التمويل الدولية              | 20 يوليو 1956      | 3 ديسمبر 1956        |
|             | وكالة ضمان الاستثمار متعدد الأطراف | 28 ديسمبر 1989     | 16 ديسمبر 2013       |
|             | يونسكو                             | 4 نوفمبر 1946      | 27 يونيو 1949        |

## وصلات خارجية
- موقع وزارة الخارجية الفرنسية
- موقع وزارة الخارجية الميانمارية